# Rosanna Zanetti
Rosanna Zanetti (sinh ngày 15 tháng 6 năm 1988 tại Caracas, Venezuela ), là một nữ diễn viên người Venezuela. Nổi tiếng nhất với vai diễn trong telenigsas ¡Qué clase de amor! nơi cô đến với vai chính đầu tiên của anh, Fanatikda nơi cô là nhân vật chính, telenovela do TC Televisión sản xuất, và Natalia del Mar nơi cô là nhân vật chính trẻ trung của câu chuyện.

## Sự nghiệp
Sự xuất hiện đầu tiên của cô trong thế giới diễn xuất là trong bộ phim của Pháp, 99 Francs, nơi cô có một chút tham gia đặc biệt. Năm 2014, cô đã nhận được vai diễn đầu tiên trong vai một nhân vật phản diện trong telenovela La virgen de la calle.

## Đóng phim

### Phim ảnh
| Năm  | Tựa đề   | Vai trò              | Ghi chú     |
| ---- | -------- | -------------------- | ----------- |
| 2006 | 99 Franc | Vai trò của Uunknown | Phim ra mắt |

### Truyền hình
| Năm       | \| Tựa đề \| \| -------- \| \| 99 Franc \| | Vai trò                      | Ghi chú            |
| --------- | ------------------------------------------ | ---------------------------- | ------------------ |
| 2009      | Qué clase de amor!                         | Andreína                     | Truyền hình ra mắt |
| 2010      | Fanatikda                                  | Ailyn                        |                    |
| 2011-2012 | Natalia del mar                            | Patricia Uzcátegui           |                    |
| 2014      | La virgen de la calle                      | Carlota Rivas Molina de Vega |                    |
| 2015      | Bí mật Amor                                | Bàn thờ                      |                    |
| Tựa đề    |                                            |                              |                    |
| 99 Franc  |                                            |                              |                    |